# Robert W. Sharples
Robert William Sharples (Rufname: Bob; * 28. Mai 1949 in Beckenham, Kent; † 11. August 2010 in Northwood, London) war ein britischer Klassischer Philologe.
Sharples besuchte das Dulwich College und das Trinity College der Universität Cambridge, wo er Klassische Philologie studierte. Von 1972 bis 1973 war er Research Fellow am Fitzwilliam College in Cambridge. 1978 erwarb er mit seiner Arbeit Studies in the De Fato of Alexander of Aphrodisias den Doktortitel (Ph. D.) und lehrte am University College London, wo er bis zu seinem Ruhestand 2009 Professor der Klassischen Philologie war.
Sharples’ Forschungsschwerpunkte waren antike Philosophie, besonders die der Naturphilosophen, antike Wissenschaft und der Peripatos. Er wirkte seit 1980 am Project Theophrastus mit, das griechische, lateinische und arabische Texte, Übersetzungen und Kommentarien zum Peripatetiker Theophrastos von Eresos sammelt und ediert. Seit seiner Dissertation beschäftigte er sich auch mit Alexander von Aphrodisias, dessen Werk De anima libri mantissa er 2006 neu herausgegeben hat; bereits 2004 veröffentlichte er eine englische Übersetzung des Werks. Gemeinsam mit Sophia Kapetanaki gab er die ersten drei Bücher der Problemata Inedita des Aristoteles heraus. Gemeinsam mit Philip van der Eijk hat er 2008 eine Revision und Kommentierung der englischen Übersetzung des Hauptwerkes des spätantiken christlichen Philosophen Nemesios von Emesa, De natura hominis (Über die Natur des Menschen), herausgegeben. Sharples war Mitglied der Redaktion der Peripatoi und der Rutgers University Studies in Classical Humanities.
Sharples’ Lehrveranstaltungen behandelten antike Philosophie und philosophische Literatur von Platon, Cicero und Lukrez sowie griechische und lateinische Stilistik.

## Veröffentlichungen (Auswahl)
- Alexander of Aphrodisias On Fate. (übers. & komm.) London: Duckworth, 1983.
- Plato: Meno. Warminster: Aris and Phillips, (übers. & komm.) 1985.
- Alexander of Aphrodisias: Ethical Problems. (übers.) London: Duckworth, 1990.
- Cicero On Fate and Boethius Consolation of Philosophy IV.5-7 and V. Warminster: Aris and Phillips, (übers. & komm.) 1991.
- Alexander of Aphrodisias Quaestiones 1.1-2.15. (übers.) London: Duckworth, 1992.
- Theophrastus of Eresus. Sources for his Life, Writings, Thought and Influence, herausgegeben und übersetzt bei W.W. Fortenbaugh, P.M. Huby, R.W. Sharples (Greek and Latin) and D. Gutas (Arabic) together with A.D. Barker, J.J. Keaney, D.C. Mirhady, D. Sedley and M.G. Sollenberger (editors). Leiden: Brill. 1992.
- Alexander of Aphrodisias Quaestiones 2.15-3.16. (übers.) London: Duckworth. 1994.
- Theophrastus of Eresus: Sources for his Life, Writings, Thought and Influence, Commentary volume 5, Sources on Biology. Leiden: Brill. 1995.
- Stoics, Epicureans and Sceptics. London: Routledge. 1996.
- Theophrastus of Eresus: Sources for his Life, Writings, Thought and Influence, Commentary volume 3.1, Sources on Physics. Leiden: Brill. 1998.
- Alexander of Aphrodisias: Supplement to On the Soul. (übers.) London: Duckworth, 2004.
- mit Sophia Kapetanaki: Pseudo-Aristoteles (Pseudo-Alexander), Supplementa Problematorum. Berlin: De Gruyter, 2006. (Peripatoi, 20).
- Alexander Aphrodisiensis: De anima libri mantissa: A New Edition of The Greek Text With Introduction and Commentary. Berlin: Walter de Gruyter, 2008
- mit Philip van der Eijk, Nemesius of Emesa: De natura hominis (revidierte und annotierte Version von J.O. Urmson's Übersetzung), in der Translated Texts for Historians Serie. Liverpool: Liverpool University Press, 2008